# Dodge Challenger (1969)
La Dodge Challenger I è un'autovettura costruita dalla casa automobilistica statunitense Dodge dall'agosto 1969 al 1974.
Prima generazione della omonima muscle car/pony car ad essere prodotta, viene considerata tra le più rappresentative, popolari e definita come un'icona di questa tipologia di vetture, essendo stata protagonista anche di alcune pellicole cinematografiche.

## Storia

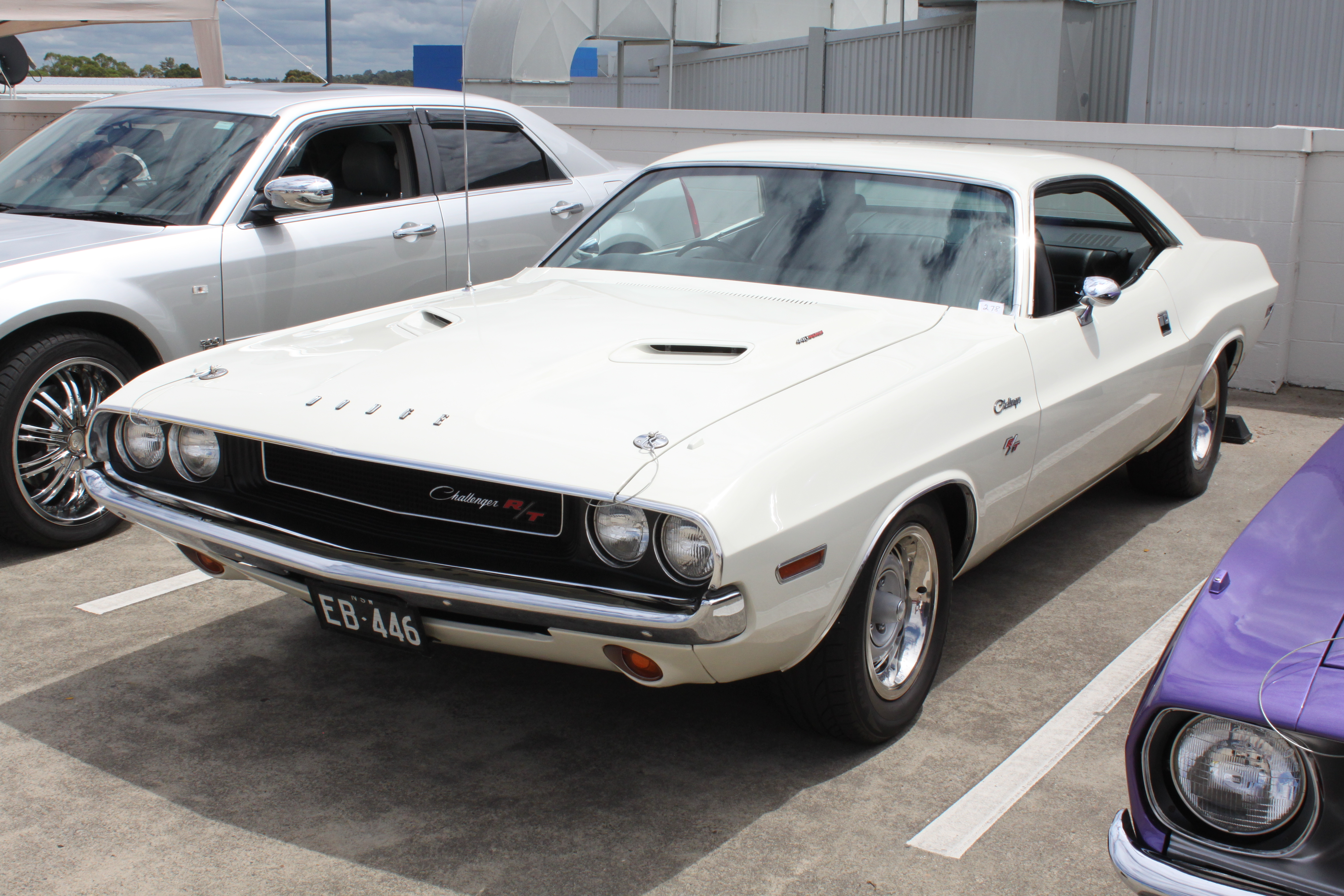
Dodge Challenger R/T del 1970

Introdotta il 1º agosto 1969 e presentata al pubblico il 23 settembre, la Challenger era una delle due auto prodotte dalla Chrysler ad essere costruite sulla piattaforma E, mentre l'altra era la Plymouth Barracuda che era leggermente più piccola. Posizionata nella categoria per competere contro la Mercury Cougar e la Pontiac Firebird nella fascia alta del segmento di mercato delle cosiddette "pony car", fu la risposta della Chrysler piuttosto in ritardo al successo della Ford Mustang, che aveva già esordito anni prima nell'aprile 1964. La Challenger era disponibile in un numero elevato di livelli di allestimento e versioni, montando praticamente tutti i motori che all'epoca produceva la Chrysler.
Il primo utilizzo del nome "Challenger" fu fatto nel 1959 per una versione della Dodge Coronet chiamata Dodge Silver Challenger.

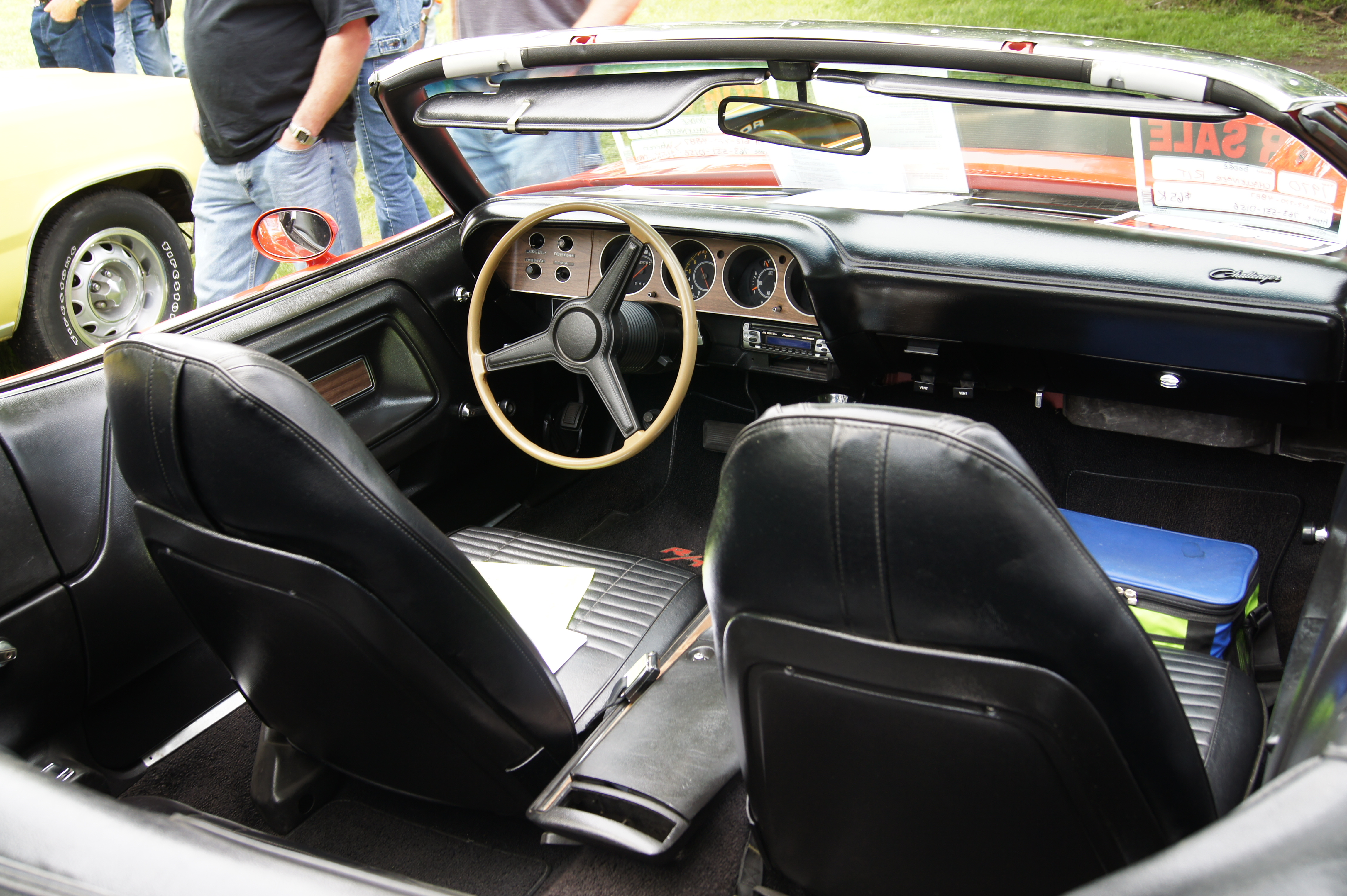
Interni

Il passo più lungo, le dimensioni più grandi e gli interni più lussuosi della Challenger rispetto alla Barracuda erano stati concepiti per fare concorrenza alla Mercury Cougar del 1967, che allo stesso modo era più grande, più lussuosa, più costosa e destinata ai giovani acquirenti americani benestanti della Mustang. Il passo di 2800 mm, era 51 mm più lungo di quello della Barracuda e la Dodge differiva sostanzialmente solo per i lamierati della carrozzeria, proprio come la Cougar differiva dalla Mustang, preservandone e condividendone gran parte della meccanica e componentistica. L'aria condizionata e lo sbrinatore del lunotto erano optional.
Il design esterno venne realizzato da Carl Cameron, responsabile anche del design della Dodge Charger I del 1966. Cameron disegnò la griglia della Challenger inspirandosi ad un suo vecchio disegno del 1966 di un prototipo dotato di motore turbocompresso basato sulla Charger. Quando la Challenger arrivò sul mercato, il segmento delle pony car era ormai già in declino. Le vendite diminuirono drasticamente dopo il 1970 e, sebbene ebbero un picco nel 1973 con oltre 27 800 auto vendute, la produzione della Challenger cessò nel 1974. Furono vendute in totale 165 437 Challenger.

### Versioni e allestimenti
Al debutto la Challenger era disponibile in due versioni (la base e R/T) e tre allestimenti (tettuccio in lamiera, tettuccio in vinile o decappottabile).

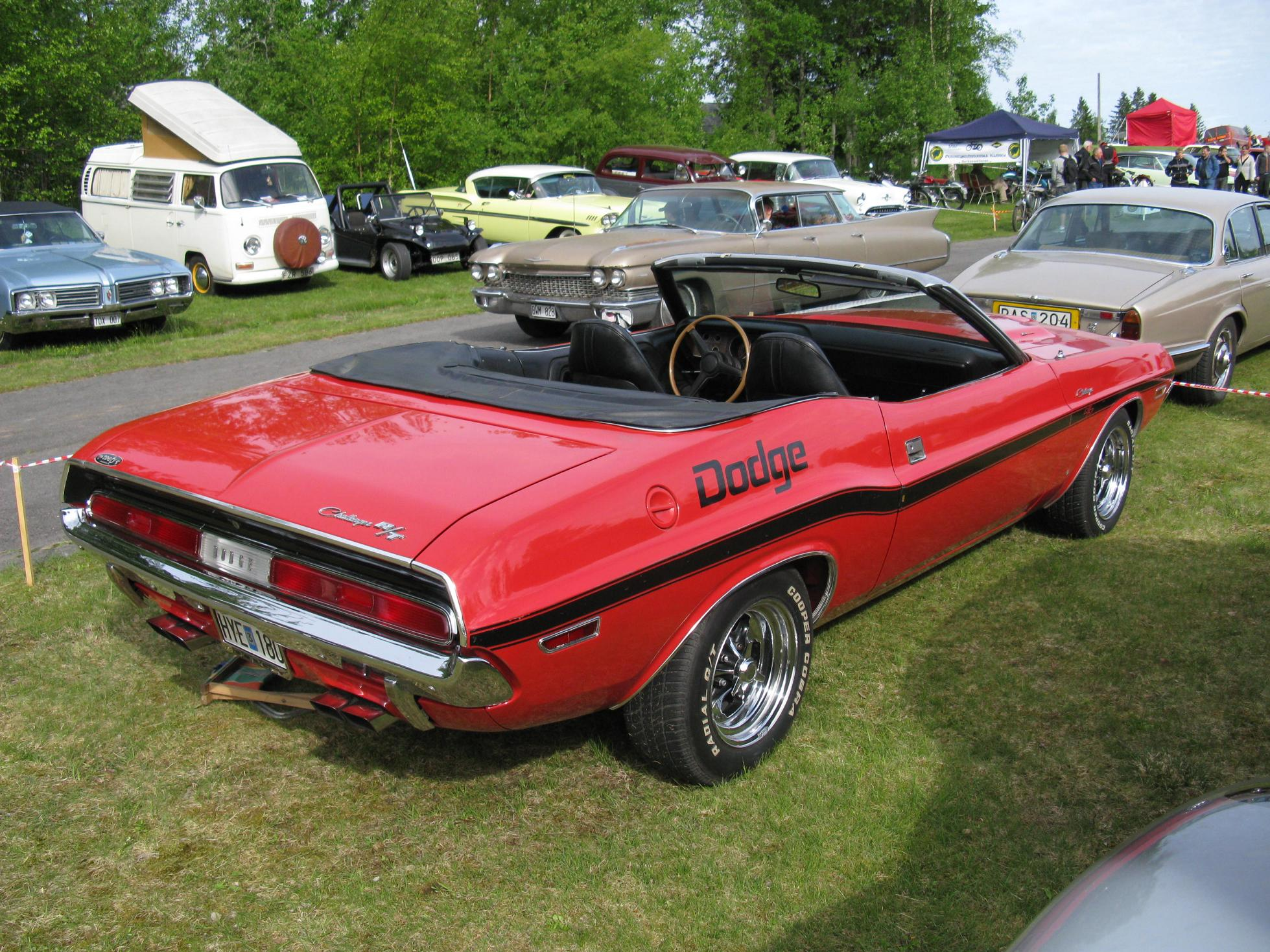
Challenger Cabriolet

Il motore standard sul modello base era un 6 cilindri in linea da 3,7 litri. Il motore standard sui modelli con allestimento più costoso era un V8 da 5,2 litri con un carburatore doppio corpo. Inoltre erano disponibili altri V8 small block da 340 e 383 (5,6 e 6,3 litri) e big block da 440 e 426 (7,2 e 7,0 litri), tutti con cambio manuale a 3 marce, ad eccezione del 383 da 290 CV (216,3 kW) che aveva un automatico TorqueFlite. Il manuale a 4 velocità era optional su tutti i motori tranne che sul 3,7 litri e sul V8 da 6,3 litri.
La versione più prestazionale era la R/T con un V8 "Magnum" 383 (6,3 litri) che erogava una potenza di 335 CV (250 kW), ridotti a 300 CV (224 kW) nel 1971. La trasmissione era affidata a un manuale a 3 marce. Gli altri motori disponibili sulla R/T erano il V8 Magnum da 7,2 litri con 375 CV (280 kW), il Six-Pack da 390 CV (291 kW) e l'Hemi 426 da 7,0 litri con 425 CV erogati a 5000 giri al minuto e 664 Nm di coppia sviluppati a 4000 giri al minuto. La Challenger R/T era dotata di un cruscotto con quadro strumenti che includeva un tachimetro con fondo scala a 150 mph (240 km/h), un contagiri da 8000 giri/min e un manometro dell'olio.

### Cabriolet
La Challenger fu disponibile anche in versione cabriolet, ma solo per due anni nel 1970 e nel 1971. La versione con le prestazioni più elevate era il modello “R/T”.

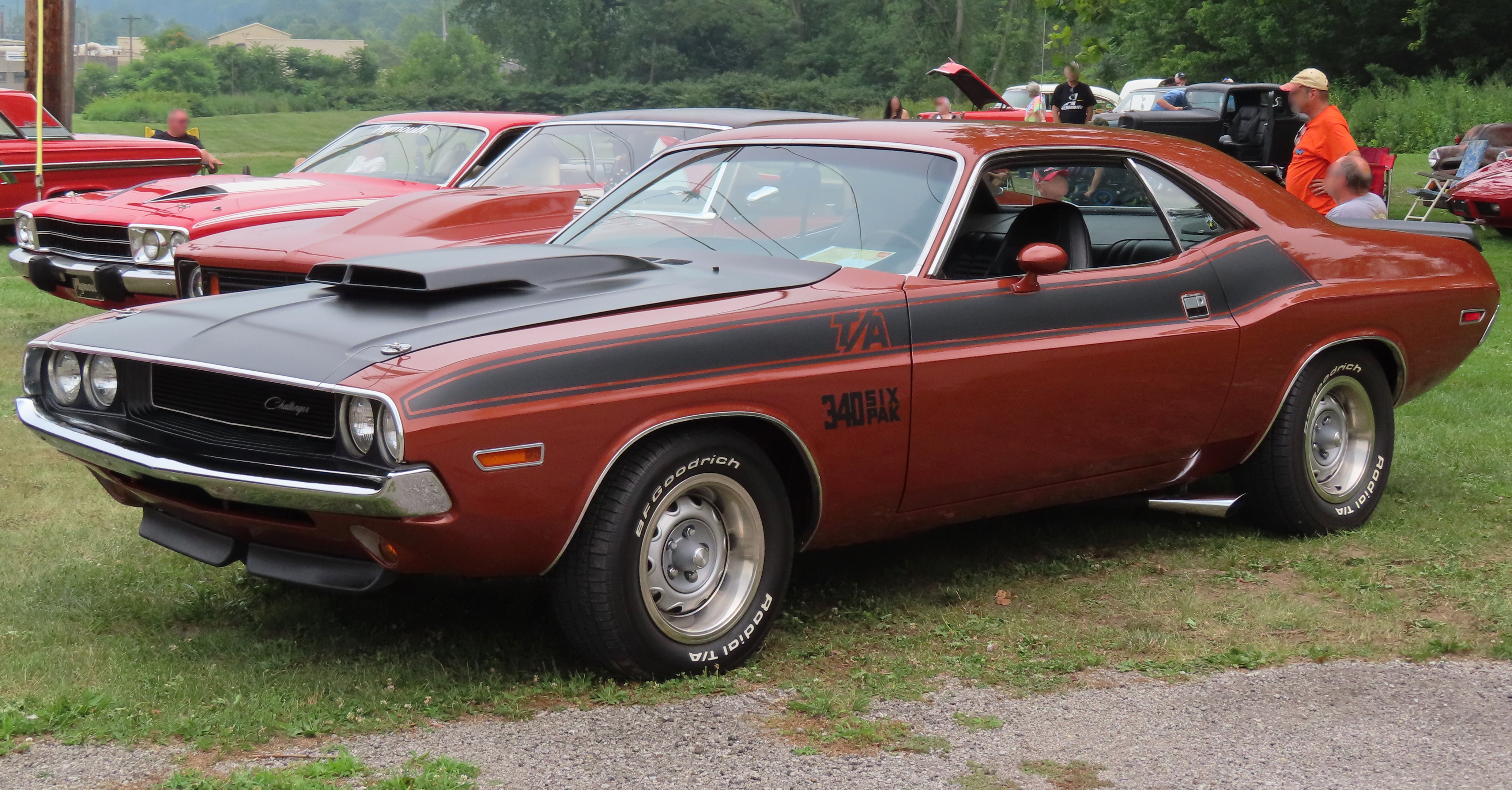
Challenger T/A

## Evoluzione

### Challenger T/A (Trans Am) 1970
Una prima evoluzione fu il modello speciale disponibile solo nel 1970 denominato Challenger T/A (Trans Am), versione da corsa realizzata per ottenere l'omologazione per correre nel campionato Trans American Sedan Trans Am dello Sports Car Club of America.
La versione stradale aveva il motore V8 340 con tre carburatori doppio corpo posto sopra il collettore di aspirazione in alluminio; erogava 290 CV (216 kW), solo 15 CV (11 kW) in più rispetto al motore 340 originale. Esteticamente presentava una grana presa d'aria nel cofano in fibra di vetro in nero opaco, decalcomanie e uno scarico a doppia uscita.

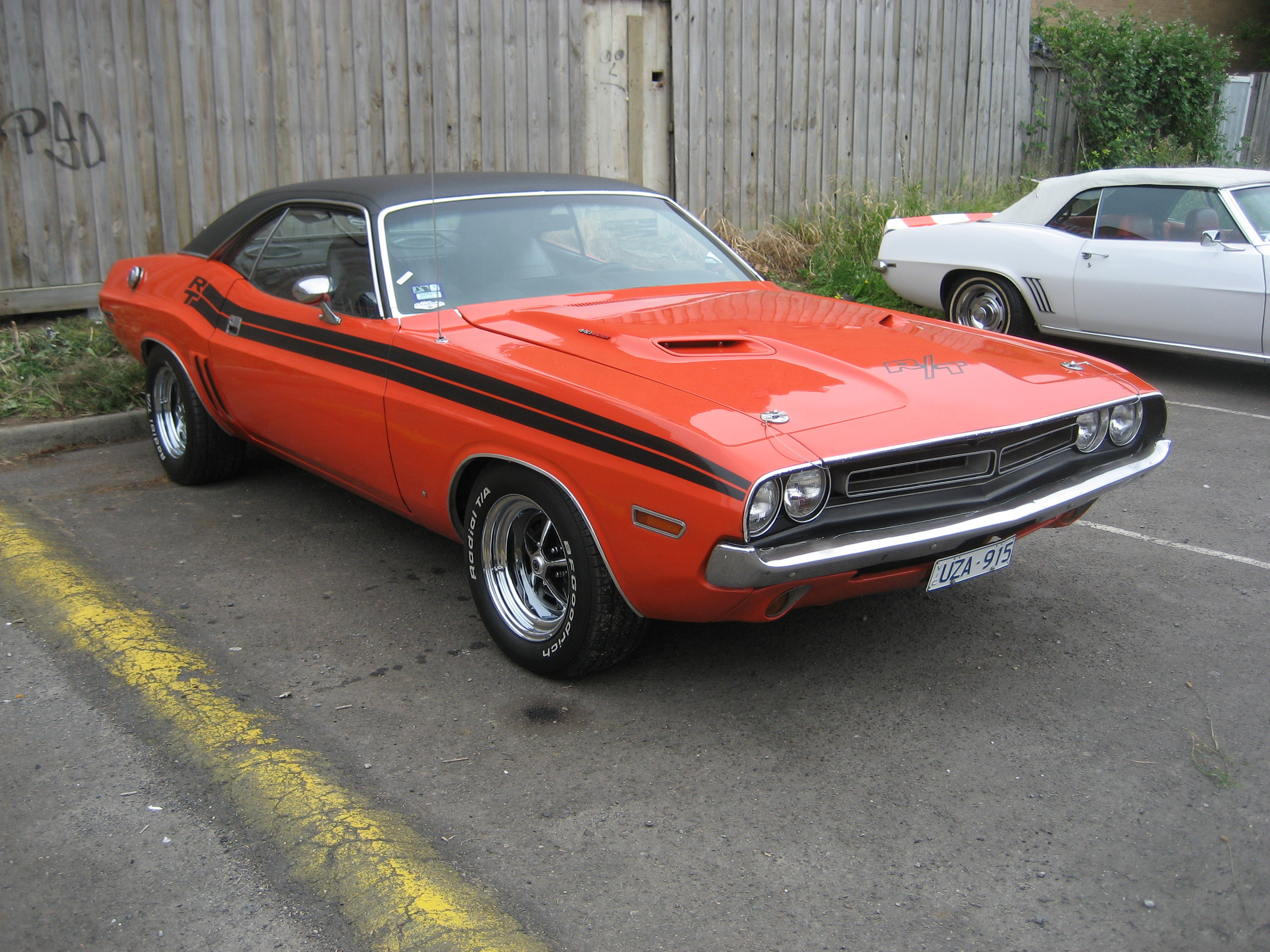
Challenger R/T 440 1971

### Model Year 1971
Nel 1971, i rapporti di compressione furono ridotti nei motori più potenti, ad eccezione del motore da 7,0 e 7,2, per impiegare la benzina normale. Il 1971 fu l'ultimo anno di produzione del motore la Hemi 426 da 7,0 litri. Nello stesso anno ricevette anche una nuova griglia che si estendeva sotto il paraurti anteriore e nuove luci posteriori. 

### Model Year 1972
La griglia e la disposizione delle luci sia anteriori che posteriori furono modificate nel 1972 e furono aggiunti nuovi paraurti ad assorbimento d'urto progressivo. Il motore a sei cilindri da 3,7 litri fu tolto dal listino lasciando solo i V8.
Nel 1974 il motore da 5,6 litri fu sostituito da una versione da 5,9 litri che erogava 245 CV (183 kW), ma il mercato delle pony car era ormai in caduta libera e la produzione della Challenger cessò alla fine di aprile 1974.

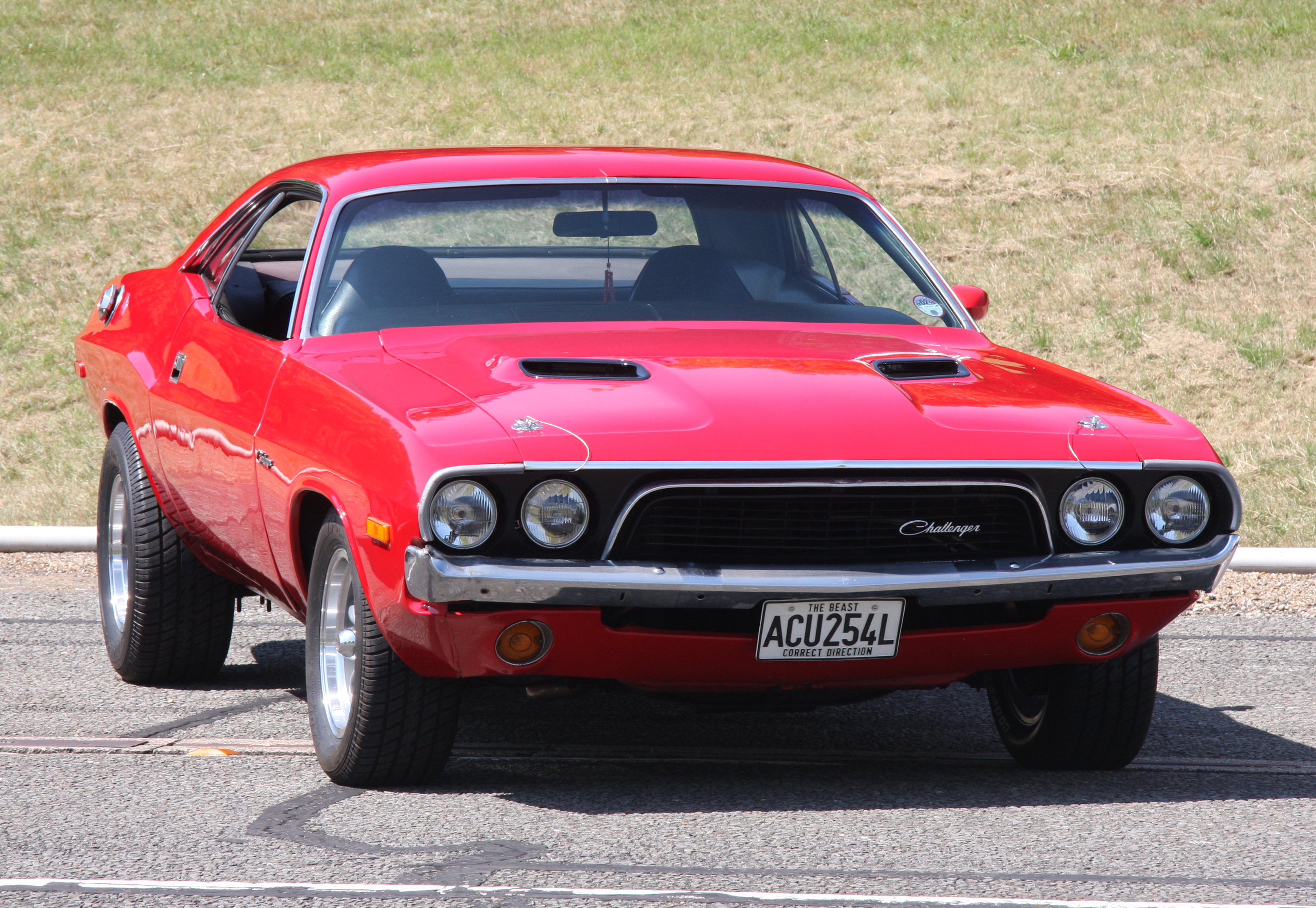
Challenger 1972

## Motorizzazioni
I motori disponibili erano divisi in due categorie, in base alla loro cilindrata.
Small Block
- 6 cilindri in linea “Slant Six” 225 (3,7 litri): 1970–1972
- V8 318 (5,2 litri): 1970–1974
- V8 340 (5,6 litri): 1970–1973
- V8 360 (5,9 litri): 1974

Big Block
- V8 “Magnum” 383 (6,3 litri): 1970-1971
- V8 “Magnum” 440 (7,2 litri): 1970-1971, con carburatore quadruplo corpo
- V8 “Six Pack” 440 (7,2 litri): 1970-1971, con tre carburatori doppio corpo
- Hemi 426 V8 (7,0 litri): 1970-1971

Le Challenger dotate di big block erano disponibili in due versioni: la “R/T” (“Road/Track”, cioè “strada e circuito”) che era la versione più sportiva e la versione “SE” (“Standard Edition”), versione più accessoriata.